# Gregor Cevc
Gregor Cevc, slovenski fizik, * 20. oktober 1951, Ljubljana.

## Življenje in delo
Rojen 1951 kot sin Anice Cevc in Emilijana Cevca. Po obisku bežigrajske gimnazije v Ljubljani (1966-1970) študiral tehniško fiziko na Fakulteti za naravoslovje in tehnologijo (1970-1976) in umetnostno zgodovino na Filozofski fakulteti v Ljubljani. Po magistrskem študiju fizike trdne snovi in biokemije, služenju vojaškega roka in izpopolnjevanju na Max-Planck Institutu v Göttingenu  (ZRN, 1978-1980) je leta 1981 doktoriral z disertacijo Vpliv polarnega dela molekul na lastnosti lipidnih dvojnih plasti. Kmalu nato se je habilitiral na ljubljanski Medicinski fakulteti a že od 1981 naprej samostojno raziskoval v ZRN, najprej na GHS Essen (zdaj Univerza Duisburg-Essen , kjer se je tudi habilitiral, in nato na TU v Münchenu. Kot ustanovitelj novih laboratorijev je na obeh krajih povezal medicinske, biološke, imunološke, biokemijske in biofizikalne raziskave in od leta 1988 naprej na TU München tudi poučeval kot profesor (medicinsko) biofiziko. Leta 1993 je ustanovil eno prvih nemških biotehnoloških firm v Münchenu (IDEA AG), ki jo je nato vodil v letih 1998-2010. Dasi je leta 2000 zapustil TU München, je ostal akademsko aktiven in tekom let mentoriral skoraj 50 diplomskih in doktorskih del iz fizike, kemije, farmacije, biologije, veterine in medicine. Je avtor več sto raziskovalnih člankov, več kot sto mednarodnih patentov, prejemnik nagrade Sklada Borisa Kidriča in najvišje nemške urološke nagrade Alkena. Skupaj z D. Marshom je napisal pionirsko knjigo 'Phospholipid bilayers' (Wiley & Sons, New York, 1987) in uredil ter delno napisal še dve drugi znanstveni knjigi (m.d., 'Phospholipids Handbook', M. Dekker, New York, 1993). Je član ali nekdanji član uredniških odborov petih mednarodnih znanstvenih revij (m.d., Biochimica et Biophysica Acta / Biomembranes in J. Chem. Society / Faraday Transactions) ter referent pri več kot 30 takšnih revijah in 9 raziskovalnih organizacijah. Po uspešni poslovni karieri je leta 2010 ustanovil raziskovalno-razvojno mrežo (The Advanced Treatments Institute). Tako v Sloveniji kot mednarodno spada med strokovno najbolj vplivne znanstvenike na področjih (bio)fizike, biokemije ter farmacije. 